# Ernesto Carratalá García
Ernesto Carratalá García (Madrid, 22 de octubre de 1918-Barcelona, 4 de mayo de 2015) fue un docente, lingüista y catedrático español.

## Biografía
Nacido el 22 de octubre de 1918 en Madrid, era hijo del teniente coronel Ernesto Carratalá Cernuda, y sobrino del poeta Luis Cernuda. Su padre fue asesinado poco después del comienzo de la Guerra Civil por oficiales partidarios de la sublevación militar que se oponían a que Carratalá entregase armas al pueblo. Ernesto hijo se mantuvo fiel a la República y se unió al Ejército, llegando a combatir en primera línea de combate. Fue capturado por los franquistas y condenado a muerte, aunque se le conmutó por la pena de prisión. Estuvo posteriormente encarcelado en el Fuerte de San Cristóbal, donde en 1938 participó en un célebre intento de fuga. Pasó por varias prisiones más hasta ser liberado en 1943. Realizó en la Universidad de Barcelona una tesina que versaba sobre el filósofo y poeta mallorquín Ramon Llull, dirigida por Martín de Riquer. Tras un periodo como profesor, en la década de 1960, en Figueras y la República del Congo, volvería a Barcelona. Fue profesor no numerario en la Universidad Central de Barcelona hasta su jubilación, además de impartir clases en institutos.

## Obras
- El Libro de la Orden de Caballería de Ramon Llull. Edición crítica y estudio literario. Tesina Doctoral. Universidad de Barcelona, 1956.
- Problemas morfosintácticos de las traducciones castellanas de l'Avare de Molière. Tesis doctoral. Universidad de Barcelona, 1972.[1]
- Morfosintaxis del español actual. Labor Universitaria, 1980.[6]
- Océano gramática práctica: ortografía, sintaxis, incorrecciones, dudas. Editorial Océano, 1999.
- Memorias de un piojo republicano. Editorial Pamiela, 2007, ISBN 9788476815205.[1]